# Convocazioni all'European League femminile 2013
Elenco delle giocatrici convocate per l'European League 2013.

## Belgio
| N° | Nome                | Ruolo | Data di nascita   | Squadra             |
| -- | ------------------- | ----- | ----------------- | ------------------- |
| -  | Gert Vande Broek    | All   | -                 | Asteríx Kieldrecht  |
| 1  | Nina Coolman        | S     | 25 gennaio 1991   | Asteríx Kieldrecht  |
| 3  | Frauke Dirickx      | P     | 3 gennaio 1980    | Dąbrowa Górnicza    |
| 4  | Valérie Courtois    | L     | 1º novembre 1990  | Oudegem             |
| 6  | Charlotte Leys      | S     | 18 marzo 1989     | Dąbrowa Górnicza    |
| 8  | Gwendoline Horemans | C     | 16 settembre 1987 | VDK Gent            |
| 9  | Freya Aelbrecht     | C     | 10 febbraio 1990  | RC Cannes           |
| 10 | Lise Van Hecke      | S/O   | 1º luglio 1992    | Robur Tiboni Urbino |
| 11 | Els Vandesteene     | S     | 30 maggio 1987    | Fischbek            |
| 12 | Angelina Bland      | C     | 26 aprile 1984    | Alemannia           |
| 13 | Sarah Smits         | S     | 22 marzo 1988     | Asteríx Kieldrecht  |
| 14 | Hélène Rousseaux    | S     | 25 settembre 1991 | Muszyna             |
| 16 | Jasmien Biebauw     | P     | 23 settembre 1990 | Oudegem             |
| 17 | Ilka van de Vyver   | P     | 26 gennaio 1993   | RC Cannes           |
| 19 | Lore Gillis         | S/O   | 29 novembre 1988  | Oudegem             |
| 20 | Kaja Grobelna       | S/O   | 4 gennaio 1995    | Asteríx Kieldrecht  |

## Bulgaria
| N° | Nome                | Ruolo | Data di nascita   | Squadra        |
| -- | ------------------- | ----- | ----------------- | -------------- |
| -  | Marcello Abbondanza | All   | 24 agosto 1970    | Rabitə Baku    |
| 1  | Diana Nenova        | P     | 16 aprile 1985    | CSKA Mosca     |
| 2  | Desislava Nikolova  | S/O   | 21 dicembre 1991  | Soverato       |
| 4  | Lora Kitipova       | P     | 19 maggio 1991    | Fischbek       |
| 5  | Dobriana Rabadžieva | S     | 14 giugno 1991    | Rabitə Baku    |
| 6  | Cvetelina Zarkova   | C     | 18 dicembre 1986  | Prostějov      |
| 7  | Gabriela Koeva      | C     | 25 luglio 1989    | Beşiktaş       |
| 11 | Hristina Ruseva     | C     | 1º ottobre 1990   | Telekom Baku   |
| 12 | Marija Karakaševa   | S     | 27 ottobre 1988   | CSM Bucarest   |
| 13 | Marija Filipova     | L     | 10 settembre 1982 | Lokomotiv Baku |
| 14 | Slavina Koleva      | S     | 22 novembre 1986  | CSKA Sofia     |
| 16 | Elica Vasileva      | S     | 13 maggio 1990    | Campinas       |
| 17 | Strašimira Filipova | C     | 18 agosto 1985    | Uraločka       |

## Germania
| N° | Nome                | Ruolo | Data di nascita   | Squadra         |
| -- | ------------------- | ----- | ----------------- | --------------- |
| -  | Giovanni Guidetti   | All   | 20 settembre 1972 | VakıfBank       |
| 1  | Lenka Dürr          | L     | 10 dicembre 1990  | Vilsbiburg      |
| 2  | Kathleen Weiß       | P     | 2 febbraio 1984   | Bergamo         |
| 3  | Denise Hanke        | P     | 31 agosto 1989    | Schweriner      |
| 4  | Maren Brinker       | S     | 10 luglio 1986    | Busto Arsizio   |
| 5  | Anja Brandt         | C     | 15 febbraio 1990  | Schweriner      |
| 7  | Jana Franziska Poll | S     | 7 maggio 1988     | Vilsbiburg      |
| 8  | Berit Kauffeldt     | C     | 8 luglio 1990     | Cuatto Giaveno  |
| 9  | Corina Ssuschke     | C     | 9 maggio 1983     | Lokomotiv Baku  |
| 10 | Anne Matthes        | S     | 30 aprile 1985    | Dresdner        |
| 11 | Christiane Fürst    | C     | 29 maggio 1985    | VakıfBank       |
| 12 | Heike Beier         | S     | 9 dicembre 1983   | Casalmaggiore   |
| 13 | Saskia Hippe        | S/O   | 16 gennaio 1991   | Prostějov       |
| 14 | Margareta Kozuch    | S/O   | 30 ottobre 1986   | Busto Arsizio   |
| 15 | Lisa Thomsen        | L     | 20 agosto 1985    | Schweriner      |
| 16 | Lena Möllers        | P     | 6 gennaio 1990    | Vilsbiburg      |
| 19 | Svenja Engelhardt   | S     | 20 aprile 1988    | MTV Stoccarda   |
| 21 | Jennifer Geerties   | S     | 5 aprile 1994     | Olympia Berlino |
| 22 | Lisa Izquierdo      | S     | 29 agosto 1989    | Dresdner        |

## Israele
| N° | Nome                  | Ruolo | Data di nascita   | Squadra          |
| -- | --------------------- | ----- | ----------------- | ---------------- |
| -  | Arie Selinger         | All   | -                 | -                |
| 1  | Darya Likachenkova    | C     | 30 maggio 1992    | -                |
| 3  | Anna Velikiy          | S     | 10 dicembre 1982  | Prostějov        |
| 4  | Anita Glück           | C     | 10 novembre 1993  | -                |
| 6  | Shany Peham           | P     | 3 marzo 1993      | Hapoël Kfar Saba |
| 9  | Adva Zinober          | L     | 5 novembre 1982   | -                |
| 10 | Moran Zur             | S/O   | 28 settembre 1985 | Hapoël Kfar Saba |
| 11 | Elvira Kolnogorov     | S     | 23 luglio 1992    | -                |
| 14 | Ron Ponte             | P     | 14 luglio 1988    | -                |
| 15 | Gisela Rodriguez      | P     | 2 febbraio 1985   | -                |
| 16 | Tatiana Artmenko      | S     | 2 settembre 1976  | Lokomotiv Baku   |
| 17 | Anastasiya Shebotarov | L     | 28 ottobre 1992   | -                |
| 20 | Karen Glück           | S/O   | 10 novembre 1993  | -                |

## Romania
| N° | Nome              | Ruolo | Data di nascita  | Squadra               |
| -- | ----------------- | ----- | ---------------- | --------------------- |
| -  | Marian Constantin | All   | -                | -                     |
| 1  | Ioana Baciu       | S/O   | 4 gennaio 1990   | Dinamo Bucarest       |
| 4  | Alexandra Trică   | S     | 21 ottobre 1985  | Târgu Mureș           |
| 5  | Diana Cărbuneanu  | S     | 23 agosto 1995   | Dinamo Bucarest       |
| 7  | Andreea Marin     | C     | 12 maggio 1991   | Piatra Neamț          |
| 8  | Beatrice Postea   | P     | 29 agosto 1993   | Universitatea Craiova |
| 9  | Diana Neaga       | P     | 24 maggio 1986   | Tomis Constanța       |
| 10 | Andreea Ispas     | L     | 5 marzo 1990     | Lugoj                 |
| 11 | Ioana Nemțanu     | S     | 1º gennaio 1989  | Târgu Mureș           |
| 12 | Adina Salaoru     | S/O   | 5 agosto 1989    | Târgu Mureș           |
| 13 | Sabina Miclea     | P     | 4 dicembre 1990  | Știința Bacău         |
| 16 | Alina Albu        | C     | 6 settembre 1983 | ASPTT Mulhouse        |
| 17 | Daiana Mureșan    | S/O   | 6 luglio 1990    | Robursport Pesaro     |
| 18 | Nneka Onyejekwe   | C     | 18 agosto 1989   | Volero Zurigo         |

## Serbia
| N° | Nome                    | Ruolo | Data di nascita  | Squadra          |
| -- | ----------------------- | ----- | ---------------- | ---------------- |
| -  | Aleksandar Vladisavljev | All   | -                | -                |
| 1  | Olga Raonić             | P     | 31 dicembre 1986 | Spartak Subotica |
| 2  | Ljubica Kecman          | S     | 10 dicembre 1993 | Stella Rossa     |
| 3  | Aleksandra Cvetićanin   | S     | 5 aprile 1993    | Spartak Subotica |
| 4  | Sofija Medić            | C     | 10 gennaio 1991  | Spartak Subotica |
| 5  | Maja Savić              | C     | 14 agosto 1993   | Vizura           |
| 6  | Ivana Luković           | S/O   | 18 luglio 1992   | Olympiakos       |
| 7  | Adela Helić             | S/O   | 24 febbraio 1990 | Spartak Subotica |
| 8  | Milica Bezarević        | S     | 27 dicembre 1991 | Dinamo Pančevo   |
| 10 | Nina Rosić              | L     | 5 maggio 1990    | Volero Zurigo    |
| 12 | Sanja Bursać            | S     | 10 gennaio 1980  | Le Cannet        |
| 13 | Lana Dabić              | P     | 9 luglio 1992    | ASPTT Mulhouse   |
| 14 | Jelena Blagojević       | S     | 1º dicembre 1988 | Bergamo          |
| 15 | Jovana Stevanović       | C     | 30 giugno 1992   | Stella Rossa     |

## Turchia
| N° | Nome                 | Ruolo | Data di nascita   | Squadra     |
| -- | -------------------- | ----- | ----------------- | ----------- |
| -  | Mehmet Bedestenloglu | All   | -                 | -           |
| 2  | Cansu Çetin          | S     | 23 maggio 1993    | Sarıyer     |
| 3  | Birgül Güler         | S     | 2 maggio 1990     | Nilüfer     |
| 4  | Gamze Alikaya        | P     | 1º gennaio 1993   | Galatasaray |
| 5  | Selin Uygur          | C     | 18 agosto 1992    | Yeşilyurt   |
| 6  | Polen Uslupehlivan   | S/O   | 27 giugno 1990    | VakıfBank   |
| 7  | Fatma Yıldırım       | S     | 3 gennaio 1990    | -           |
| 8  | Asuman Karakoyun     | P     | 16 luglio 1990    | Eczacıbaşı  |
| 9  | Büşra Cansu          | C     | 16 luglio 1990    | Eczacıbaşı  |
| 10 | Serpil Ersarı        | L     | 28 febbraio 1990  | Sarıyer     |
| 11 | Buse Kayacan         | L     | 15 luglio 1992    | Eczacıbaşı  |
| 12 | Neşve Büyükbayram    | C     | 1º gennaio 1990   | Yeşilyurt   |
| 14 | Gözde Yılmaz         | S/O   | 9 settembre 1991  | Eczacıbaşı  |
| 16 | Özge Yurtdagülen     | C     | 6 agosto 1993     | Galatasaray |
| 18 | Ezgi Arslan          | S     | 23 marzo 1992     | Galatasaray |
| 20 | Dilara Bilge         | S/O   | 20 agosto 1990    | Bursa BB    |
| 21 | Dicle Babat          | C     | 15 settembre 1992 | Beşiktaş    |

## Ungheria
| N° | Nome             | Ruolo | Data di nascita  | Squadra            |
| -- | ---------------- | ----- | ---------------- | ------------------ |
| -  | László Hollósy   | All   | -                | Oriveden Ponnistus |
| 1  | Gréta Szakmáry   | S     | 31 dicembre 1991 | Gödöllõ            |
| 3  | Júlia Milovits   | P     | 1º marzo 1990    | Stella Rossa       |
| 5  | Rita Molcsányi   | L     | 11 gennaio 1993  | -                  |
| 7  | Renáta Sándor    | S     | 15 dicembre 1990 | Schwechat Post     |
| 8  | Zsuzsanna Tálas  | P     | 9 luglio 1993    | Vasas              |
| 9  | Bernadett Dékány | S     | 30 giugno 1992   | Robursport Pesaro  |
| 10 | María Szívós     | S     | 29 maggio 1988   | Quimper            |
| 11 | Dóra Kötél       | L     | 16 maggio 1988   | -                  |
| 12 | Ágnes Pallag     | S     | 2 settembre 1993 | Oriveden Ponnistus |
| 13 | Petra Széles     | C     | 27 gennaio 1988  | Gödöllõ            |
| 14 | Edina Dobi       | C     | 22 ottobre 1987  | Saint-Chamond      |
| 15 | Rita Liliom      | S/O   | 23 maggio 1986   | Pałac Bydgoszcz    |
| 16 | Eszter Nagy      | C     | 1º novembre 1991 | -                  |
| 17 | Mariann Nagy     | S     | 2 luglio 1976    | Marsala            |
| 18 | Dóra Horváth     | S     | 4 marzo 1988     | Ufimočka           |
| 21 | Tímea Kovács     | C     | 2 maggio 1986    | Quimper            |